# Шолти, Георг
Сэр Георг Шолти (англ. Georg Solti; настоящие имя и фамилия Дьёрдь Штерн, венг. Stern György; 21 октября 1912[…], Будапешт — 5 сентября 1997[…], Антиб) — венгерский и британский дирижёр еврейского происхождения.

## Биография и творчество
Родился в еврейской семье. При рождении был назван Дьёрдь Штерн. После Первой мировой войны из-за проводившейся режимом Хорти мадьяризации отец изменил Дьёрдю и его сестре фамилию на Шольти (от города Шольт, откуда происходила семья). Позже сам дирижёр германизировал своё имя, став Георгом.
Учился игре на фортепиано и композиции в Будапештской Музыкальной Академии имени Ференца Листа, где его преподавателями были Эрнст фон Донаньи, Лео Вайнер, Бела Барток, Золтан Кодаи, Арнольд Секей.

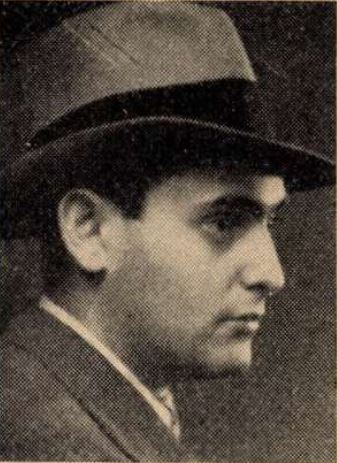
Георг Шолти в 1936 году

Началом творческой деятельности Шолти стала работа пианистом-репетитором в Будапештской опере. В этом качестве в 1935 году он ассистировал Бруно Вальтеру, а в 1936 и 1937-м — Артуро Тосканини на Зальцбургском фестивале.
Дирижёрский дебют Шолти («Женитьба Фигаро» Моцарта) состоялся в Будапеште в 1938 году в день Аншлюса Австрии. В 1939 году, спасаясь от германского нацизма, переехал в Швейцарию, где выступал как пианист, получив Первую премию на международном конкурсе в Женеве (1942).
После войны был музыкальным руководителем Баварской государственной оперы в Мюнхене и Франкфуртской оперы. В 1951 году впервые выступил на Зальцбургском фестивале, продирижировав оперой Моцарта «Идоменей». Музыкальный руководитель Симфонического оркестра Далласа (1961—1962).

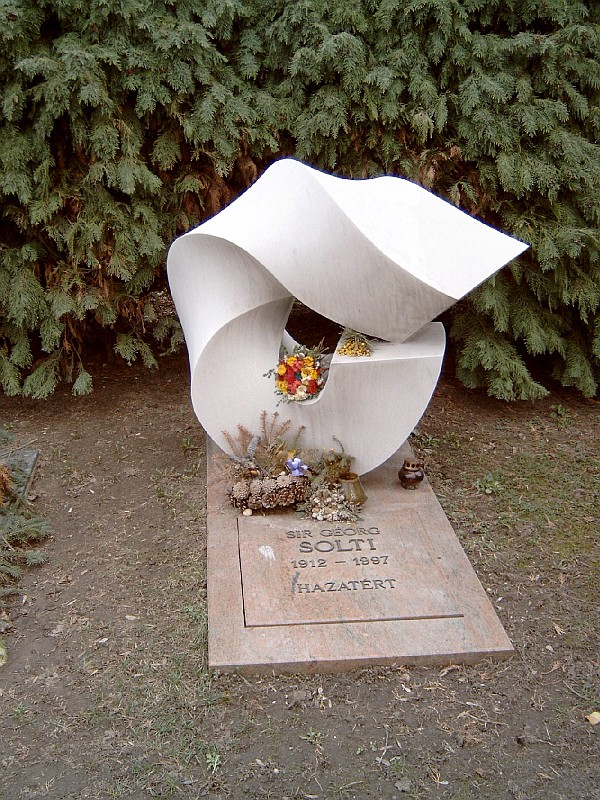
Могила Шолти в Будапеште

В 1961—1971 годах был руководителем Лондонской Королевской оперы, значительно подняв её художественный уровень и выведя в число лучших оперных театров мира. В 1972 году Георг Шолти получил гражданство Великобритании. В 1969—1991 — музыкальный руководитель Чикагского симфонического оркестра. Исполнил и записал с ним обширный репертуар, в том числе оперы «Моисей и Аарон» Шёнберга, «Отелло» Верди, «Нюрнбергские мейстерзингеры» Вагнера, все симфонии Бетховена, Шумана, Брамса, Брукнера, Малера и в целом выступил с оркестром 999 раз (тысячное выступление планировалось к 85-летию дирижёра, до которого он не дожил).
Работал также с Парижским оркестром (был его музыкальным руководителем в 1972—1975 гг.), Венским филармоническим оркестром и Лондонским филармоническим оркестром (руководил им в 1979—1983 гг.), записал с ними ряд дисков (Моцарт, Чайковский, Элгар, Стравинский, Штраус, Типпетт, Шостакович и др.).
Директор Пасхального фестиваля в Зальцбурге (1993—1994).
По его желанию похоронен в Венгрии, его могила находится рядом с могилой Бартока.

## Творчество и наследие
Трактовки Шолти отличаются масштабом, экспрессией в сочетании с тонкой проработкой деталей и драматургической цельностью исполнения. В поздних интерпретациях ощутимо стремление к большей эмоциональной сдержанности, а также ясному и прозрачному звуковому балансу.
К числу главных достижений дирижёра можно отнести записи опер Рихарда Вагнера (в первую очередь, тетралогии «Кольцо Нибелунга»), Моцарта, Верди, Рихарда Штрауса, Шёнберга, симфоний Бетховена, Франца Шуберта, Шумана, Брамса, Брукнера, Малера (полный цикл с Чикагским симфоническим оркестром, Вторая с Лондонским симфоническим оркестром), сочинений Бартока.

## Мемуары
- С помощью американского прозаика Харви Сакса написал мемуары («Шолти о Шолти», 1997).
- Sir Georg Solti Memoirs Alfred A. Knopf, New York, 1997.

## Признание

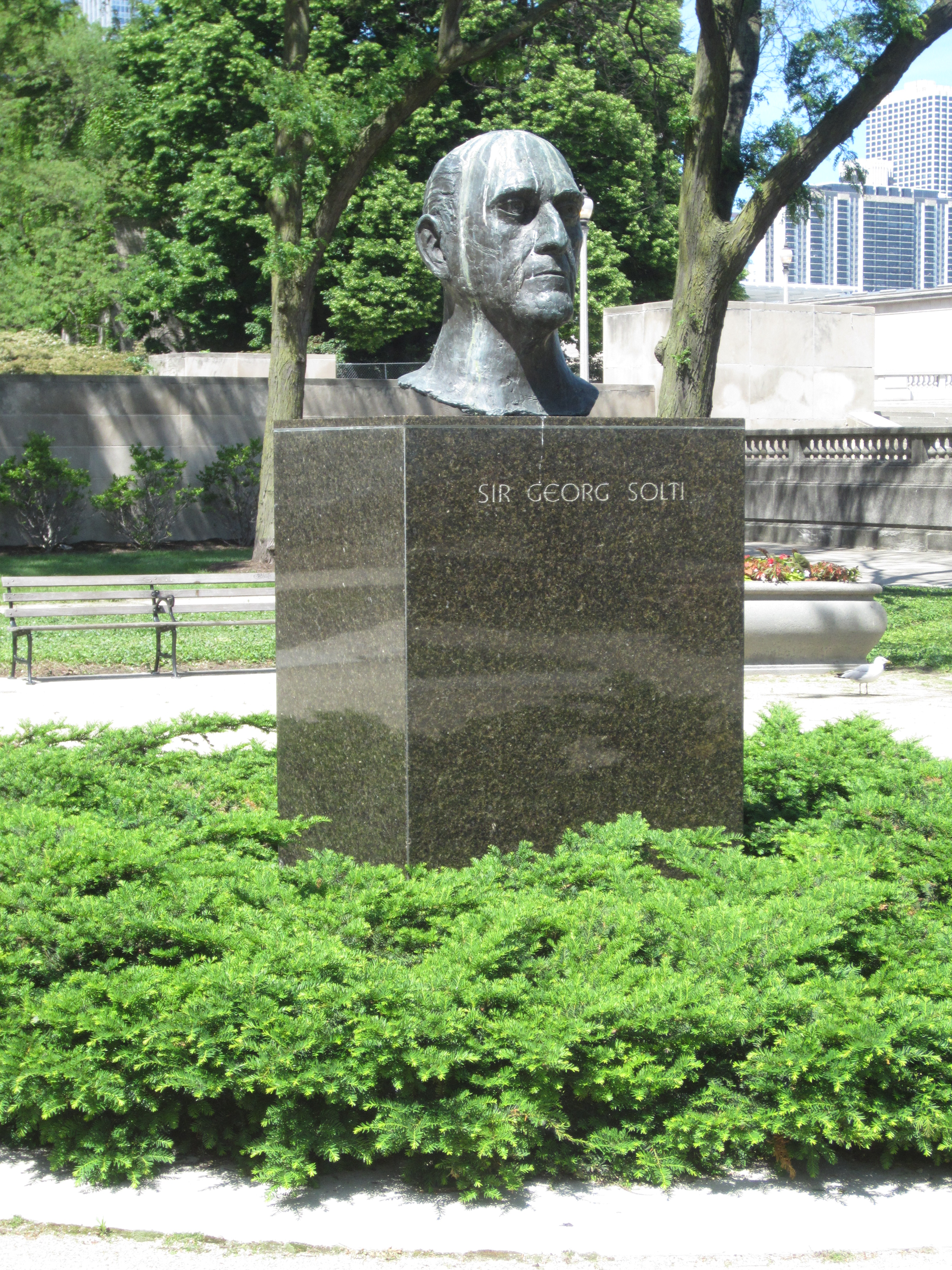
Памятник Георгу Шолти в Чикаго

Награждён Орденом Британской Империи (1971); Золотой медалью Королевского филармонического общества (1989); является кавалером Ордена искусств и литературы (1995).
Записи Шолти 31 раз удостаивались Премии Грэмми: уникальный факт, занесённый в книгу рекордов Гиннесса.
Введён в Зал славы журнала Gramophone.
В Чикаго установлен памятник дирижёру.